# Biserica „Sfânta Treime” din Ohrincea
Biserica „Sf. Treime” și monumente funerare este o biserică amplasată în Ohrincea, raionul Criuleni, Republica Moldova. Este un monument de artă și arhitectural de importanță națională inclus în Registrul monumentelor Republicii Moldova ocrotite de stat cu nr. 343 (raionul Criuleni). Datează din 1824.